# ألكسندر تريفونوفيتش (كرة سلة)
ألكسندر تريفونوفيتش (بالصربية: Александар Трифуновић) مواليد 30 مايو 1967 في بلغراد، جمهورية صربيا الاشتراكية، هو مدرب كرة سلة صربي ولاعب سابق. بدأ مسيرته الاحترافية في سنة 1985. يدرب في الدوري التركي لكرة السلة. اعتزل اللعب في 2001.

## المسيرة الاحترافية
لعب مع نادي ريد ستار لكرة السلة من سنة 1985 إلى 1988، ثم لعب مع نادي زادار لكرة السلة من سنة 1988 إلى 1991، ثم لعب مع فريبورغ أولمبيك في موسم 1997–1998.